# Карл Поланьї
Карл Пауль Поланьї (нім. Karl Paul Polanyi), Карой Поланьї (угор. Polányi Károly, 25 жовтня 1886, Відень — 23 квітня 1964, Пікерінг, Онтаріо) — економіст, антрополог, соціолог і політичний філософ єврейського походження, один із основоположників економічної антропології. Чоловік Ілони Дучинської.

## Життєпис
Народився в світській єврейській родині, але його дід по материнській лінії — Андреас Вол — був рабином. Відмовившись від посади головного рабина Вільнюса він залишався релігійним істориком і просвітителем. Мати Поланьї — Сесілія Вол — народилася в Російській імперії. Її після закінчення Віленської гімназії батько відправив до Відня, щоб віддалити від російських соціалістичних діячів і запобігти її арешту. Батько — Міхай Поллачек — народився в містечку Длха на Ораві (Словаччина) в багатій єврейській сім'ї вихідців з Ужгорода (Унгвар), який тоді, як і Словаччина, входив до складу Австро-Угорської імперії. Карл Поланьї народився, коли його батьки жили у Відні, а в 1904 році їхня сім'я, яка переїхала в Будапешт, змінила прізвище на угорський манер — Полани (Поланьї) замість Поллачек. Хоча батько Поланьї брав участь у спорудженні значної частини залізничної системи Угорщини, в 1899 році він практично збанкрутував. Молодший брат вченого — Майкл Поланьї — відомий хімік і філософ; племінник — Джона Чарлза Полані — лауреат Нобелівської премії з хімії; племінниця — Єва Цайзель — відомий скульптор і дизайнер.
Навчався в Будапештському університеті, отримав ступінь доктора філософії в 1908 році і права в 1912 році. Активно брав участь у лівому молодіжному русі. Певний вплив на братів Майкла і Карла мав революціонер-народник Самуїл Клячко, з яким після від'їзду з Вільнюса Сесілія Поланьї зберегла близькі стосунки, вони дружили сім'ями. Вплив народників був однією з причин, чому Поланьї з недовірою ставився до соціал-демократів та більшовиків. Карл був ініціатором створення та першим президентом радикального студентського руху «Коло Галілея».
У цей час зустрічався з Дьордем Лукачем, Карлом Мангеймом, Оскаром Ясі, в недалекому майбутньому — видатними мислителями, філософами і соціологами. У 1910—1912 роках працював у свого дядька в юридичній фірмі, але розчарувався в покликанні юриста і зайнявся журналістикою, співпрацював у лівобуржуазному виданні «Вільна думка» (Szabadgondolat). У 1914 році був в числі засновників Угорської радикальної партії і став її секретарем.
Під час Першої світової війни з 1915 по 1917 роках служив офіцером кавалерії в австро-угорській армії на російському фронті. Взяв участь у Революції айстр, примикав до Угорської соціал-демократичної партії, підтримував уряд Міхая Карої. В період Угорської радянської республіки перебував у Відні, де залишився після встановлення в Угорщині авторитарного режиму Міклоша Горті. 1920 року в середовищі угорських емігрантів-революціонерів у Відні познайомився з Ілоною Дучинською, 1923 року в них народилася донька. У 1924—1933 роках працював редактором Der Oesterreichische Volkswirt, де, перебуваючи на християнсько-соціалістичних позиціях, виступав з критикою австрійської політекономічної школи.
Переворот Дольфуса в Австрії та встановлення в сусідній Німеччині нацистської диктатури змусили Поланьї емігрувати в 1933 до Англії. З 1937 року вів лекції в Лондонській асоціації робітничого руху, дещо пізніше викладав соціально-економічну історію на заочних відділеннях Оксфордського і Лондонського університетів. З 1940 року перебував у США. Викладав у Колумбійському університеті в 1947—1953 роках.
Через те, що дружині Поланьї, яка брала участь в комуністичному русі в Угорщині, був заборонений в'їзд в США, Поланьї жив у Канаді з 1950 року неподалік від кордону і їздив на роботу в Сполучені Штати. У жовтні 1963 року, за рік до смерті, Карл Поланьї здійснив візит до соціалістичної Угорщини, де виступив в Угорській академії наук з курсом лекцій з економічної соціології. Остання монографія Поланьї, «Дагомея і работоргівля» 1966 року була опублікована посмертно.

## Праці
- Соціалістичний облік (1922);
- Велика трансформація (1944);
- Торгівля і ринки в ранніх імперіях (1957);
- Дагомея і работоргівля (1966).